# 비밥바룰라
《비밥바룰라》는 2018년에 개봉한 대한민국의 영화이다.

## 줄거리
영환(박인환)은 평생지기인 순호(신구), 현식(임현식)에게 어느 날 한 가지 제안을 한다. 살면서 이루지 못했던 것을 이뤄보자는 것. 자식을 위해 평생을 살아온 영환, 치매에 걸린 아내 미선(최선자)의 곁을 지키는 순호, 모태솔로 현식은 "그래, 해보자"는 마음으로 각자 버킷리스트에 도전하게 된다. 추억의 시간을 함께 한 친구를 찾고나서 평균 연령 70세인 평생지기들은 각자 이루고 싶었던 '꿈' 찾기를 시작한다. 

## 캐스팅
- 박인환 : 영환 역
- 신구 : 순호 역
- 임현식 : 현식 역
- 윤덕용 : 덕기 역
- 김인권 : 민국 역
- 이채은 : 은지 역
- 이은우 : 희정 역
- 최선자 : 미선 역
- 성병숙 : 혜자 역
- 정영숙 : 은지 엄마 역
- 장원영 : 빡구 역
- 강승완 : 정 사장 역
- 최정후 : 도원 역
- 김지유 : 간호사 역
- 조용진 : 어린 영환 역
- 차성제 : 어린 순호 역
- 강채민 : 어린 현식 역
- 장대웅 : 어린 덕기 역
- 양서연 : 어린 미선 역
- 이대일 : 박군 역
- 유창한 : 김 소장 역
- 이예현 : 예인 역
- 최우형 : 경찰 역
- 신신범 : 옥수수할아버지 역
- 원근수 : 김 형사 역
- 류이연 : 순호딸 역
- 백준길 : 예식장관계자 1 역
- 허민아 : 예식장관계자 2 역
- 김준원 : 사회자 역
- 강민지 : 요양원간호사 역
- 도민주 : 병원간호사 역
- 강남석 : 신랑 역
- 서주아 : 신부 역
- 류현 : 몸매녀 역
- 박기선 : 영정사진 역
- 최우영 : 형사 1 역
- 김인규 : 형사 2 역
- 우영택 : 형사 3 역
- 김창섭 : 형사 4 역
- 이대관 : 주민 1 역
- 김민체 : 주민 2 역
- 도레미 : 주민 3 역
- 강슬기 : 주민 4 역
- 정경임 : 단골식당주인 역
- 손화자 : 미팅할머니 1 역
- 박경현 : 미팅할머니 2 역
- 김옥산 : 미팅할머니 3 역
- 박용 : 내과과장 역
- 강길우 : 내과의사 역
- 이재섭 : 패거리 역
- 나훈진 : 사진관 주인 역

## 같이 보기
- 2018년 대한민국의 영화 목록